# جاكي نرسيسيان
جاكي نرسيسيان (بالفرنسية: Jacky Nercessian)‏
```
هو 
ممثل
 
فرنسي
، ولد في 16 نوفمبر 1950 في 
فرنسا
.
[
1
]
[
2
]
[
3
]
```

## أعمال

### أفلام
- (2004) الرحلة الكبرى

## وصلات خارجية
- جاكي نرسيسيان على موقع IMDb (الإنجليزية)
- جاكي نرسيسيان على موقع قاعدة بيانات الأفلام العربية
- جاكي نرسيسيان على موقع ألو سيني (الفرنسية)
- جاكي نرسيسيان على موقع أول موفي (الإنجليزية)
- جاكي نرسيسيان على موقع قاعدة بيانات الأفلام السويدية (السويدية)
- جاكي نرسيسيان على موقع قاعدة بيانات الفيلم (الإنجليزية)
- جاكي نرسيسيان على موقع كينوبويسك (الروسية)